# Kampintori
La place de Kamppi (finnois : Kampintori) est une place dans le quartier Kamppi d'Helsinki en Finlande.

## Présentation
La place est bordée par Fredrikinkatu, Malminkatu et Malminrinne.